# Neville Stuart Pillans
Neville Stuart Pillans fue un botánico sudafricano ( 2 de mayo de 1884, Sudáfrica - 23 de marzo de 1964, Ciudad del Cabo).
Su padre Charles Eustace Pillans (-1919) también gustaba de la historia natural, recolectando flora y estableciendo contactos con renombrados botánicos de Europa.
Trabajó activos años en el Herbario Bolus, de Ciudad del Cabo. (enlace roto disponible en Internet Archive; véase el historial, la primera versión y la última).

## Algunas publicaciones
- 1928. The African genera and species of Restionaceae. Trans.Royal Soc.South Africa 207-440

## Honores

### Eponimia
Géneros
- Nevillea (Steud.) H.P.Linder de la familia Restionaceae
- Pillansia L.Bolus de las Iridaceae

Especies
- Aloe pillansii L.Guthrie, de las Asphodelaceae
- Gasteria pillansii Kensit de las Asphodelaceae

- La abreviatura «Pillans» se emplea para indicar a Neville Stuart Pillans como autoridad en la descripción y clasificación científica de los vegetales.[1]

Realizó vastas identificaciones y clasificaciones de nuevas especies, unos 429 registros, los que publicaba habitualmente en : J. S. African Bot.; J. Bot.; S. African Gard.; Trans. Roy. Soc. South Africa; A. White & Sloane, Stapel.; Bull. Misc. Inform. Kew; Ann. Bolus Herb.; Bothalia; Kakteenk.; Fl. Pl. S. Afr.; Bot. Surv. S. Afr.